# Temptation Island
Temptation Island is van oorsprong een Amerikaanse realityserie, die voor het eerst in 2001 op Fox werd uitgezonden. Er zijn in diverse landen, met wisselend succes, eigen versies gemaakt: onder meer in Australië, Verenigd Koninkrijk, Frankrijk (L'île de la tentation), Italië (Temptation Island), Scandinavië en Nederland & Vlaanderen. 
De Canadese versie liep drie seizoenen en werd door Mark L. Walberg gepresenteerd. Het tweede seizoen in 2002 kampte met tegenvallende kijkcijfers en pas in 2004 kwam er een derde seizoen. Het programma werd nog steeds niet goed bekeken en daarom stopgezet.
De Nederlands/Vlaamse versie is een productie van het Nederlands/Belgische Kanakna, later Zodiak. In tegenstelling tot de voorganger Blind Vertrouwen haalde deze televisieserie meteen hoge kijkcijfers. Tussen 2002 en 2009 werden er zeven seizoenen op V8, Veronica en VT4 uitgezonden. Presentatie gebeurde door Viktor Brand, Tanja Jess, Ton van Royen, Véronique De Kock, Hans Otten en Tine Van den Brande. In Nederland zijn ook geregeld de buitenlandse versies uitgezonden. In 2006 werd Undercover Lover uitgezonden, wat gezien kan worden als een opvolger van Temptation Island. In het voorjaar van 2016 keerde Temptation Island voor een achtste seizoen terug in Nederland en Vlaanderen, dit keer bij de zenders RTL 5 en VIJF met Rick Brandsteder en Annelien Coorevits als begeleiders en Stephanie Coorevits als psychologe. In 2018 en 2019 was er bij Videoland een VIP editie te zien onder de naam Temptation Island VIPS. Sinds 2020 is er een nieuwe variant onder de naam Temptation Island: Love or Leave.

## Concept
In Temptation Island gaan vier koppels een wat genoemd wordt "ultieme relatietest" aan door veertien dagen lang, gescheiden van elkaar, door te brengen in het gezelschap van een aantal verleiders en verleidsters op een tropisch eiland. Er is avond na avond een open bar, er zijn dates op exclusieve plekken en bij het kampvuur krijgen de partners beelden van elkaar te zien. De centrale vraag is of hun relatie sterk genoeg is en ze de verleidingen kunnen weerstaan.

## Temptation Islandin Nederland en Vlaanderen

### Geschiedenis

#### Seizoen 1-7
Het eerste seizoen van Temptation Island werd uitgezonden in 2002 als coproductie van VT4 en V8. Het werd gepresenteerd door Tine Van den Brande en Ton van Royen. Naar de eerste aflevering keken in Vlaanderen 350.000 kijkers. Voor VT4 was het programma een succes, bij V8 was er niet het verhoopte succes.
In juli 2002 werd er beslist om toch een nieuw seizoen te maken. Het tweede seizoen volgde in 2003. Het werd gepresenteerd door opnieuw Tine Van den Brande en voor de eerste keer Viktor Brand. Toen het Vlaamse koppel Cindy & James zwanger bleek te zijn tijdens de opnames, werden ze vervangen door Katleen & Mike.
Het derde seizoen van Temptation Island was er in 2004, in Nederland werd het programma vanaf dit seizoen uitgezonden door Veronica. Nieuw in dit seizoen waren de barman en de barvrouw. In 2005 werd het vierde seizoen van Temptation Island uitgezonden. Tanja Jess en Hans Otten presenteerden voor het eerst het programma.
Het vijfde seizoen van Temptation Island werd uitgezonden in 2006. Het seizoen kreeg de ondertitel De Ultieme Fantasie. Omdat het het vijfde seizoen was, werd het gezien als een jubileumeditie. Daarom waren er dit seizoen extra twists. Zo deed Rebecca Loos enkele afleveringen mee. Er kwamen ook extra vrijgezellen na een aantal dagen. Dit waren vooral deelnemers uit de vorige seizoenen. Wanneer Bianca te ver gaat met vrijgezel Stephan, wordt een verzoeningsmoment georganiseerd met haar partner Bjorn. Ook Bianca's moeder kwam in het programma om te bemiddelen. Voor het koppel werd het laatste kampvuur eerder gehouden. Het werd het succesvolste seizoen in Nederland met als hoogtepunt de aflevering waar 644.000 kijkers op af stemden.
Het zesde seizoen volgde in 2007. Véronique De Kock en Co Rowold waren de nieuwe presentators. Het seizoen kreeg de ondertitel Darkest Secrets. De koppels werden onderworpen aan een leugendetectortest van Amerikaans polygrafist Nick Savastano. Zanger Shaggy deed één aflevering mee als dreamdate van kandidate Bianca. Wanneer Ciska in de fout ging met twee vrijgezellen, werd een verzoeningsgesprek met Gringo geregeld. Toen dat niet hielp, werd Ciska's moeder naar de locatie gebracht om met het koppel te praten. Tijdens een date met Gringo werden van vrijgezel Nelleke foto's gemaakt voor Playboy.
In Vlaanderen werd naar aanloop van het zevende seizoen Het beste uit Temptation Island, een terugblik op de vorige seizoenen, uitgezonden op VT4. Het 7e seizoen begon in 2009 op VT4. Het was een uitsluitend Vlaamse productie. Véronique De Kock presenteerde het programma. Het seizoen kreeg de ondertitel De 7 Hoofdzonden. De koppels werden opnieuw getest door een leugendetector maar kregen ook 'snapshots' van hun partner. De vrijgezellen konden beroep doen op de 'black box', een verzamelaar van informatie over de koppels. De koppels werden al gescheiden voor de vlucht naar Temptation Island. Op het einde van het programma verloofden het koppel Nathalie en Fré zich wanneer ze ervoor kozen met elkaar op date te gaan, in plaats van een vrijgezel.

#### Seizoen 8 - 11
Na tegenvallende kijkcijfers keerde het programma enkele jaren niet terug. In juni 2015 werd een oproep gelanceerd voor nieuwe kandidaten. De opnames zouden starten in september 2015 maar dit werd geannuleerd toen een Vlaams koppel afhaakte. Het programma werd opgenomen in november 2015. Het achtste seizoen van Temptation Island werd uitgezonden in 2016 op VIJF en RTL 5. Annelien Coorevits en Rick Brandsteder presenteerden voor het eerst het programma. Stephanie Coorevits was psychologe voor de kandidaten. VIJF organiseerde een avant-première op 1 februari 2016 in een kapel in Merksplas. De eerste aflevering van het seizoen was het meest bekeken programma ooit op RTL 5 en VIJF. De vrijgezellen stelden zich voor na de aankomst van de koppels. Over het koppel Louise & Marvin was er veel controverse, er werd getwijfeld door media of ze wel een koppel waren. Marvin flirtte al openlijk op de eerste avond. Tijdens zijn verblijf beging hij misstappen met vrijgezellen Veronique, Jill en Chiara. Op het einde van het seizoen deed Regilio een huwelijksaanzoek aan Kirsten tijdens hun hereniging. De reeks was zo populair dat er een party aangekondigd werd in megadancing Versuz op 1 april 2016, maar deze werd geannuleerd eind maart uit respect voor de slachtoffers van de aanslagen in Brussel. Het programma was succesvoller tijdens de herlancering. Het had meer kijkers en had ook een grote impact op social media. Professor televisiecultuur Hassler-Forest sprak van een massafenomeen.
Het negende seizoen van Temptation Island werd uitgezonden in 2017. Met gemiddeld 632.281 kijkers per week was dit seizoen in Nederland en Vlaanderen het meest bekeken seizoen ooit sinds de start in 2002. De vrouwelijke vrijgezellen stelden zich voor aan de vrouwen, en de mannelijke vrijgezellen aan de mannen tijdens de tweede dag van het verblijf. Op een feestje op het vrouwenresort werden de vrouwen losjes naar elkaar. Die beelden zorgden bij de mannen op het voorlaatste kampvuur voor ophef. Bijna alle mannen gingen in de fout na deze beelden met een van de vrouwelijke vrijgezellen. Hierdoor bezocht Annelien Coorevits de dag erna het vrouwenresort om de nieuwe beelden te tonen. Dit gebeurde vlak voor de dreamdates, en vlak voor de laatste avond dat de koppels gescheiden waren. Presentatrice Annelien Coorevits verklaarde jaren later dat kandidate Lisa zo in shock was door de beelden van haar partner Merijn en vrijgezel Pommeline, dat de opnames stilgelegd werden. Tijdens de opnames ontstonden twee nieuwe koppels. Lize en vrijgezel Ken vormden een koppel tijdens de opnames. Merijn verklaarde samen te zijn met vrijgezel Pommeline tijdens de laatste aflevering.
Op 22 juni 2017 werden de inschrijvingen geopend voor zowel koppels als vrijgezellen voor een mogelijk nieuw seizoen. In oktober 2017 werd bekendgemaakt dat de nieuwe reeks zestien in plaats van twaalf afleveringen zal krijgen. 163 Nederlandse en Vlaamse koppels, 236 mannelijke vrijgezellen en 209 vrouwelijke vrijgezellen schreven zich in. Er werkten 198 mensen aan het programma mee, waarvan 66 crewleden uit België en Nederland en een honderdtal lokale medewerkers. De opnames van het tiende seizoen van Temptation Island vonden plaats in Thailand, op het eiland Koh Samui. Op 25 januari 2018 ging het tiende seizoen in avant-première op een feestje van VIJF in Brussel. Het tiende seizoen ging van start zowel in Vlaanderen als Nederland op donderdag 1 februari 2018. De eerste aflevering was de meest bekeken start ooit in Nederland en Vlaanderen van Temptation Island. Nieuw in het programma was 'de hut', een plaats waar deelnemers hun hart konden luchten in een soort van biechtkamer. De Nederlandse koppels werden onderworpen aan een leugendetector. De montage van het programma kwam in opspraak toen Mezdi een ander antwoord kreeg te zien van Daniëlle's leugentest dan wat de kijker voorheen had gezien. Zenders RTL 5 en VIJF en productiehuis Warner verklaarden dat er een foutieve versie was uitgezonden, en dat de juiste versie uitgezonden zou worden bij de herhaling van de aflevering. Volgens hen kreeg Mezdi wel de juiste beelden te zien van Daniëlle. Deelnemer Tim was vastbesloten een huwelijksaanzoek te doen op het einde van het programma aan zijn partner Deborah. Halverwege het programma richtte hij zijn aandacht volledig op vrijgezel Cherish, en verbrak hij de relatie met Deborah. Tijdens de hereniging van de koppels op het laatste kampvuur bood Tim aan Deborah de verlovingsring bij wijze van vriendschap. Deborah gooide de ring in het kampvuur. Tim kreeg de bijnaam 'Timtation' zowel tijdens het programma als bij de kijkers. In de reünie-aflevering bleek dat Megan & Kevin na Temptation Island even terug samen waren. Op het einde van de aflevering werd vermeld dat Kevin nu samen was met vrijgezel Chloë. Op donderdag 3 mei 2018 zond RTL 5 na de laatste aflevering een live-show uit. Hierin waren alle deelnemers aanwezig. De koppels hadden een voor een een gesprek met Rick Brandsteder. Daniëlle weigerde om samen met Mezdi op een zetel te zitten.
Op 25 mei 2018 werd het elfde seizoen van Temptation Island aangekondigd. Koppels en vrijgezellen konden zich vanaf dit moment kandidaat stellen. Na het Temptation Island Vips-seizoen dat enkel op Videoland te zien was in Nederland tegen betaling, wordt dit opnieuw een Nederlandse en Vlaamse samenwerking. De opnames vonden plaats op oktober 2018. Er waren een recordaantal inschrijvingen voor het elfde seizoen. In totaal waren er 1410 inschrijvingen, waaronder 149 Vlaamse en 169 Nederlandse koppels, 510 mannelijke en 582 vrouwelijke vrijgezellen. Voor het eerst nam een Vlaams-Nederlands koppel deel, de Nederlandse Milou en de Vlaamse Heikki. Angela de Jong deed de uitspraak in een talkshow dat verleiders betaald zouden worden door de programmamakers wanneer ze een van de koppelhelften veroveren. Zowel VIJF als RTL 5 ontkenden dit. Rodanya belandde tijdens een date in het ziekenhuis door een wonde aan haar voet. Ondanks dalende kijkcijfers was ook het elfde seizoen een succes. Gemiddeld keken 800.000 Nederlanders en Vlamingen live, uitgesteld en online. Deelneemster Laura kreeg veel kritiek op sociale media op haar brave beelden van het programma. Laura verweet dit aan manipulatie van de programmamakers. Roger, die deelnam als haar partner, riep op om te stoppen met het pestgedrag naar Laura. Ook hij vond dat de programmamakers hun verantwoordelijkheid moesten opnemen. De programmakers verklaarden dat er tijdens en na de opnames bijstand verleend kan worden aan de kandidaten. In de reünie-aflevering werd bekendgemaakt dat zowel Laura & Roger als Milou & Heikki geen koppel meer zijn. Tijdens deze aflevering werd er, voor het eerst, nieuwe beelden getoond aan een koppel, Rodanya & Morgan. Verleider Danicio vertelde op deze beelden over de misstappen van Rodanya met hem, zowel op Temptation Island als na de opnames. Op het eind van de aflevering werd vermeld dat Rodanya en Morgan niet langer samen waren. Er was heel veel kritiek dit seizoen op het programma en de deelnemers. Het programma verloor veel kijkers. In Vlaanderen waren er gemiddeld 488.049 kijkers.

#### Voorlopige stopzetting
In juli 2019 werd bekendgemaakt dat er een nieuw seizoen van Temptation Island zou komen. Dit werd opgenomen tijdens de zomer van 2019. Na seksueel grensoverschrijdend gedrag in het Nederlandse realityprogramma De Villa, schortte RTL in november 2019 alle soortgelijke reality programma’s op tot nader onderzoek, waaronder ook Temptation Island. VIJF verklaarde dat zij Temptation Island niet uit hun programmatie schrappen.

#### Seizoen 12
In januari 2020 maakte VIJF bekend dat zij het reeds opgenomen twaalfde seizoen van Temptation Island zullen uitzenden vanaf februari. Een maand later maakte RTL 5 bekend dat het twaalfde seizoen ook in Nederland wordt uitgezonden, om precies te zijn vanaf 26 februari. RTL benadrukt hierbij dat de opnames gemaakt en gemonteerd worden met respect voor alle betrokkenen. Nieuw was 'de gong', die functie van het vuurwerk bij Temptation Island VIPS heeft overgenomen (zie Temptation Island VIPS). Als er in het resort op de gong werd geslagen, wilde dat zeggen dat een van de koppels een van de regels overtrad in het andere resort. De gong ging verschillende keren af, vooral tijdens de misstappen van Arda met vrijgezel Eline. Tijdens het twaalfde seizoen werden Gianni en Melissa betrapt met een mobiele telefoon, wat verboden is tijdens de opnames. Om die reden moesten ze hun deelname per direct beëindigen. Melissa en Gianni, die daardoor in de media de titel 'Smokkelkoppel' kregen, werden uiteindelijk vervangen door Simone en Zach. Zach overtrad al tijdens de eerste avond de regels die hij gemaakt had met zijn vriendin. Hij zette ook meteen zijn joker in, een nieuwigheid in dit seizoen. Hierdoor kreeg tijdens het eerste kampvuur zijn vriendin Simone geen filmbeelden van Zach te zien maar een zwart scherm. Tijdens de laatste aflevering werd bekend dat Arda niet meer samen was met Elke of zijn Temptation Island-vakantieliefde Eline, maar met vrijgezel Amber.Uiteindelijk werd het programma na 12 seizoenen stopgezet omdat verschillende deelnemers ernstige psychische klachten kregen met als gevolg dat ze  juridische stappen gingen ondernemen. Hierdoor raakte het programma in opspraak waarna RTL besloot om de stekker eruit te trekken.

### Presentatie
| Seizoen | Titel                                  | Jaar | Presentatie        | Presentatie         | Zender             | Zender          | Afleveringen | Bestemming |
| Seizoen | Titel                                  | Jaar | Vlag van Nederland | Vlag van België     | Vlag van Nederland | Vlag van België | Afleveringen | Bestemming |
| ------- | -------------------------------------- | ---- | ------------------ | ------------------- | ------------------ | --------------- | ------------ | ---------- |
| 1       | Temptation Island                      | 2002 | Ton van Royen      | Tine Van den Brande | V8                 | VT4             | 12           | Honduras   |
| 2       | Temptation Island II                   | 2003 | Viktor Brand       | Tine Van den Brande | V8                 | VT4             | 12           | Thailand   |
| 3       | Temptation Island III                  | 2004 | Viktor Brand       | Tine Van den Brande | Veronica           | VT4             | 12           | Thailand   |
| 4       | Temptation Island IV                   | 2005 | Tanja Jess         | Hans Otten          | Veronica           | VT4             | 12           | Thailand   |
| 5       | Temptation Island: De Ultieme Fantasie | 2006 | Tanja Jess         | Hans Otten          | Veronica           | VT4             | 12           | Thailand   |
| 6       | Temptation Island: Darkest Secrets     | 2007 | Co Rowold          | Véronique De Kock   | Veronica           | VT4             | 12           | Jamaica    |
| 7       | Temptation Island: De 7 Hoofdzonden    | 2009 | -                  | Véronique De Kock   | -                  | VT4             | 12           | Brazilië   |
| 8       | Temptation Island 2016                 | 2016 | Rick Brandsteder   | Annelien Coorevits  | RTL 5              | VIJF            | 10           | Thailand   |
| 9       | Temptation Island 2017                 | 2017 | Rick Brandsteder   | Annelien Coorevits  | RTL 5              | VIJF            | 12           | Thailand   |
| 10      | Temptation Island 2018                 | 2018 | Rick Brandsteder   | Annelien Coorevits  | RTL 5              | VIJF            | 16           | Thailand   |
| 11      | Temptation Island 2019                 | 2019 | Rick Brandsteder   | Annelien Coorevits  | RTL 5              | VIJF            | 16           | Thailand   |
| 12      | Temptation Island 2020                 | 2020 | Rick Brandsteder   | Annelien Coorevits  | RTL 5              | VIJF            | 16           | Thailand   |

### Deelnemers
| Seizoen | Jaar | Koppels            | Koppels            | Koppels            | Koppels            | Koppels            | Koppels              | Vrijgezellen | Vrijgezellen |
| Seizoen | Jaar | Vlag van Nederland | Vlag van Nederland | Vlag van Nederland | Vlag van België    | Vlag van België    | Vlag van België      | Vrouwen | Mannen |
| ------- | ---- | ------------------ | ------------------ | ------------------ | ------------------ | ------------------ | -------------------- | --- | --- |
| 1       | 2002 | Arrezina & Jorrit  | Arrezina & Jorrit  | Sandra & Renzo     | Goedele & Jan      | Goedele & Jan      | Stefanie & David     | Valerie, Frédérique, Gillian, Tobia (in aflevering 2 weggestuurd), Kim, Jill, Emily, Angelina, Anne, Mira, Alex | Jan Bart (in aflevering 2 weggestuurd), Kelly, Dennis, Matthew, Bart, Sven, Jurgen, Chris, Emmanuel, Marco, Miketattoo |
| 2       | 2003 | Reshum & Léon      | Reshum & Léon      | Tineke & Raymond   | Cindy & James      | Katleen & Mike     | Katrien & Tim        | Angelique, Barbara, Caroline, Inne, Jill, Sofie, Anna, Bibiëne, Lieza & Paulinka                                | Jos , Kim, Enver, David, Ralph, Filip, Kevin, Rik, Sander & Sven                                                       |
| 3       | 2004 | Eva & Wouter       | Eva & Wouter       | Kim & Carl         | Eva & Tim          | Eva & Tim          | Kookai & Joeri       | Alexandra, Chantal, Hella, Inge, Ira, Madeleine, Miet, Nathalie, Nicky, Patty & Sophie & (barvrouw) Ellen       | Bob, David, Ingmar, Jasper, John, Kristof, Kurt, Melvin, Sandro, Steven & Mike                                         |
| 4       | 2005 | Carlijn & Terence  | Carlijn & Terence  | Johanneke & Dennis | Kelly & Kenny      | Kelly & Kenny      | Sally & Sven         | Gaby, Gwen, Irma, Laurie, Lieke, Olivia, Rowena, Sophie & (barvrouw) Ilka                                       | Bart, Bas, Dennis, Hannes, Koen, Robert, Ruben, Sam & (barman) Serge                                                   |
| 5       | 2006 | Liesbeth & Andries | Liesbeth & Andries | Lisette & Len      | Bianca & Bjorn     | Bianca & Bjorn     | Cheyenne & Kevin     | Claudia, Evy, Femke, Ivora, Karen, Liesbeth, Mavis, Mieke & Rosanna Extra: Gaby & Rowena                        | Edwin, Mathieu, Patrick & Stephan Extra: Tim (lijst niet volledig)                                                     |
| 6       | 2007 | Bianca & Takis     | Bianca & Takis     | Rachel & Danny     | Ciska & Gringo     | Ciska & Gringo     | Veronique & Frederik | Amina, Bianca, Christina, Dorien, Ellen, Melissa, Nelleke en Patricia                                           | Dave, Dion, Filip, Jeroen, Kevin, Laurent, Roberto, Wojca en Yoni                                                      |
| 7       | 2009 | Katrien & Chris    | Katrien & Chris    | Nathalie & Fré     | Nathalie & Jurgen  | Nathalie & Jurgen  | Stefhanie & Steve    | Donia, Joyce, Kim, Maghalie, Mandy, Marthe, Melissa, Michelle, Sandy & Stephanie                                | Benjamin, Dominiek, Koen, Nick, Redwan, Ricardo, Roy & Sven                                                            |
| 8       | 2016 | Ayse & Haroon      | Ayse & Haroon      | Kirsten & Regilio  | Jolien & Luc       | Jolien & Luc       | Louise & Marvin      | Chiara, Jill, Jolyn, Lindsey, Rosanne, Ruby, Shan, Sisi en Veronique Weggestemd: Kiki                           | Bas, Edward, Gianni, Gregory, Jérémy, Jonas, Shady, Shane & Valentino Weggestemd: Berry                                |
| 9       | 2017 | Lisa & Merijn      | Lisa & Merijn      | Rosanna & Niels    | Jolien & Herbert   | Jolien & Herbert   | Lize & Jefferson     | Ashley, Bo, Danyla, Manouh, Parastoo, Pommeline, Rowena & Saartje Extra: Lynn & Natasja                         | Alex, Dylan, Giuseppe, Karim, Ken, Kevin, Levi & Quinten Extra: Ardian & Boy                                           |
| 10      | 2018 | Daniëlle & Mezdi   | Daniëlle & Mezdi   | Vanessa & Jeremy   | Deborah & Tim      | Deborah & Tim      | Megan & Kevin        | Billy, Cherish, Inge, Laetitia, Maxime, Yana, Yasmine & Zwanetta Extra: Chloë & Denise                          | Andrea, Fabrizio, Joshua, Gino, Matthew, Tijs, Tireily & Tomas Extra: Kevin & Laiolano                                 |
| 11      | 2019 | Demi & Sidney      | Demi & Sidney      | Rodanya & Morgan   | Laura & Roger      | Laura & Roger      | Milou & Heikki       | Armanda, Ayleen, Demi, Emma, Kimberly, Lizzy, Naomi & Tisha Extra: Hung & Kiani                                 | Danicio, Gaetan, Giorgio, Jaimy, Jietse, Maxime, Ricardo & Timone Extra: Denzel & Quinten                              |
| 12      | 2020 | Melissa & Gianni   | Simone & Zach      | Roshina & Karim    | Angela & Christian | Angela & Christian | Elke & Arda          | Amber, Cheyenne, Eline, Felicia, Kunza, Mambo, Nikki & Romee Extra: Angelique & Bibi                            | Bas, Christophe, Daan, Efrain, Grigor, Joris, Matthieu & Sam Extra: Nick & Yentl                                       |

 Koppel bleef samen aan het einde van Temptation Island
 Koppel ging uit elkaar aan het einde van Temptation Island
 Koppel verliet vroegtijdig Temptation Island
 Koppel neemt deel aan het huidig seizoen van Temptation Island waarvan de uitzendingen nog niet beëindigd zijn
Notities
1. 1 2  Vervangend koppel
2. 1 2  Deelnemer verliet vroegtijdig het programma
3. 1 2 3 4 5 6 7 8 9 10  Halverwege het seizoen werden nieuwe vrijgezellen toegevoegd
4. 1 2  Dit seizoen was een volledig Vlaamse productie. Ook de koppels kwamen allemaal uit België
5. 1 2  De vrouwelijke helften van de koppels stemden een mannelijke vrijgezel weg. De mannelijke helften van de koppels stemden een vrouwelijke vrijgezel weg.
6. ↑  Koppel met een deelnemer uit Nederland en andere deelnemer uit Vlaanderen

## Temptation Island VIPS

### Geschiedenis
Nog voor de start van het tiende seizoen, werd eind januari 2018 een oproep gedaan in Nederland voor zowel koppels en vrijgezellen voor een nieuw seizoen. Begin maart raakte bekend dat verschillende bekende Nederlanders gevraagd waren om deel te nemen aan het nieuwe seizoen. Op 16 maart 2018 werd het speciale seizoen aangekondigd. Het wordt een uitsluitend Nederlandse versie die gepresenteerd wordt door Kaj Gorgels en Yolanthe Cabau. Dit seizoen fungeerde als een soort 'tussen-seizoen' van de versie die sinds 2015 wordt uitgezonden en was exclusief tegen betaling te bekijken op Videoland van RTL. Na de laatste aflevering van het tiende seizoen van Temptation Island werd voor het eerst aangekondigd dat de editie op Videoland een VIP-editie zal zijn. Het seizoen was te zien vanaf 7 juni 2018. Nieuw was 'het vuurwerk'. Als dit afging in een resort wilde dat zeggen dat een van de koppels een van de regels overtrad in het andere resort. In 2020 werd deze methode ook gebruikt bij de reguliere Temptation Island, alleen dan met een gong in plaats van vuurwerk.
Op 22 november 2018 werd er door RTL bekendgemaakt dat er gewerkt werd aan een tweede seizoen., dat begon op 27 juni 2019.
In augustus 2019 berichtte zender VIJF dat ze vanaf september het tweede seizoen van Temptation Island Vips zouden uitzenden in Vlaanderen.

### Presentatie
| Seizoen | Titel                  | Jaar | Presentatie | Presentatie    | Zender             | Zender          | Afleveringen | Bestemming |
| Seizoen | Titel                  | Jaar | Presentatie | Presentatie    | Vlag van Nederland | Vlag van België | Afleveringen | Bestemming |
| ------- | ---------------------- | ---- | ----------- | -------------- | ------------------ | --------------- | ------------ | ---------- |
| 1       | Temptation Island VIPS | 2018 | Kaj Gorgels | Yolanthe Cabau | Videoland          | -               | 12           | Mexico     |
| 2       | Temptation Island VIPS | 2019 | Kaj Gorgels | Yolanthe Cabau | Videoland          | VIJF            | 12           | Thailand   |

### Deelnemers
Op 17 mei 2018 werd door RTL de bekende Nederlandse koppels bekendgemaakt die meedoen aan het eerste seizoen van Temptation Island VIPS. Het eerste koppel is Ruud Zwaan & Rowena Baierl bekend van hun deelname aan het programma Utopia. Het tweede koppel is Niels van der Zanden & Rosanna Voorwald bekend van hun deelname aan Temptation Island 2017. Het derde koppel is Donny Roelvink & Amijé Roos, Donny is bekend als zoon van Dries Roelvink en door de reality soap van de familie De Roelvinkjes. Het vierde koppel bestaat niet uit bekende Nederlanders en zijn Stefano Bell en Gelina Koolen. Ook onder de vrijgezellen zijn er enkele bekenden. Kelly Ross is de winnares van Oh Oh Europa, Fabiola was te zien in Holland's Next Top Model 2017, Dorien is een bekend model en Tessa was een van de 13 modellen uit het eerste seizoen van Benelux' Next Top Model. Ook vrijgezellen Alex Maas uit Temptation Island 2017 en Zwanetta Meyer uit Temptation Island 2018 doken op in het programma.
Op 6 juni 2019 werden de deelnemende koppels uit het tweede seizoen bekendgemaakt. Het eerste koppel is Pommeline Tillière en Fabrizio Tzinaridis, beiden Vlaamse deelnemers die eerder te zien waren als verleiders in Temptation Island. Pommeline nam deel als verleidster aan Temptation Island 2017 en Fabrizio als verleider aan Temptation Island 2018. Het tweede koppel is oud Concentrate-presentator Thomas Cox en influencer Yasmin Karssing. Damian Diepeveen en Shirley Cramer, waren het derde koppel. Zij waren bekend door hun deelname aan Oh Oh Daar Gaan We Weer!. Het vierde koppel was Channah Koerten en Quentin Steenwinkel, deelnemers van het derde seizoen van Ex on the Beach: Double Dutch. Nog voor het tweede seizoen van start ging, werd bekend dat Channah zwanger is van Quentin. Om die reden werd er besloten om hun deelname vroegtijdig af te breken. Het koppel wist zelf al van de zwangerschap voor hun deelname. Ze werden uiteindelijk vervangen door Liessinde en Orpheo. Ook dit seizoen zijn er onder de verleiders enkele bekenden, waaronder Fabrizio's ex Lie Meurs uit Ex on the Beach en Laetitia Nouhhaïdi uit Temptation Island 2018. Tijdens het tweede seizoen was er psychologische bijstand nodig voor Pommeline.
| Seizoen | Koppels              | Koppels              | Koppels            | Koppels            | Koppels            | Koppels            | Koppels            | Koppels            | Vrijgezellen                                                                                               | Vrijgezellen                                                                                              |
| Seizoen | Vlag van Nederland   | Vlag van Nederland   | Vlag van Nederland | Vlag van Nederland | Vlag van Nederland | Vlag van Nederland | Vlag van Nederland | Vlag van Nederland | Vrouwen | Mannen |
| ------- | -------------------- | -------------------- | ------------------ | ------------------ | ------------------ | ------------------ | ------------------ | ------------------ | --- | --- |
| 1       | Ruud & Rowena        | Ruud & Rowena        | Niels & Rosanna    | Niels & Rosanna    | Donny & Amijé      | Donny & Amijé      | Stefano & Gelina   | Stefano & Gelina   | Charissa, Danique, Dorien, Fabiola, Kelly, Merel, Taria-Ann, Tessa Extra: Zwanetta                         | Jarredson, Jay, Joël, Karim, Mike, Steven, Thies, Vinz Extra: Alex                                        |
| 2       | Pommeline & Fabrizio | Pommeline & Fabrizio | Thomas & Yasmin    | Thomas & Yasmin    | Damian & Shirley   | Damian & Shirley   | Channah& Quentin   | Liessinde & Orpheo | Angie, Brenda, Cheyenne, Daniëlle, Diana, Djamiah, Julia, Lie, Lisa, Michelle, Mira, Shané Extra: Laetitia | Daan, Fabrizio, Guido, Jonah, Joris, Marlon, Max, Mitch, Niels, Rico, Roy, Stuwey, Svenno, Tim Extra: Sam |

 Koppel bleef samen aan het einde van Temptation Island VIPS
 Koppel ging uit elkaar aan het einde van Temptation Island VIPS
 Koppel ging uit elkaar aan het einde van Temptation Island VIPS, maar kwamen kort na de opnames weer bij elkaar.
 Koppel neemt deel aan het huidig seizoen van Temptation Island VIPS waarvan de uitzendingen nog niet beëindigd zijn
 Koppel verliet vroegtijdig Temptation Island VIPS (i.e. nog voor de uitzendingen zijn beëindigd)

## Temptation Island: Love or Leave

### Geschiedenis
Eind 2020 startte Videoland met het uitzenden van Temptation Island onder een nieuw format, die meer gebaseerd is op de Amerikaanse variant van Temptation Island. In deze variant wordt van tevoren door de koppels niet afgesproken dat er geen fysiek contact mag zijn, maar worden de koppels echt losgelaten om te kijken of ze de ware voor elkaar zijn. De focus is hierbij meer op het testen van de liefde dan het weerstand bieden tegen de verleiding. Ook de singles zijn hierbij op zoek naar een relatie en niet zoals in de normale seizoenen voornamelijk seksueel ingesteld. Tijdens de dates krijgen de singles en partners de kans om een diepere connectie aan te gaan met het doel om antwoord te krijgen op hun relatievragen en te groeien als persoon en als partner. Wanneer er in de andere villa een diepere connectie ontstaat dan ziet de partner dit door middel van een hartjeslamp. Ook de fotolijstjes uit Temptation Island VIPS zijn te zien in dit programma. De afleveringen van dit seizoen zijn alleen te zien op streamingplatform Videoland van RTL. Het eerste seizoen van het programma is opgenomen in het Italiaanse Apulië aangezien opnames vanwege de coronapandemie niet in Thailand plaats konden vinden. Het programma werd gepresenteerd door Monica Geuze en Kaj Gorgels, die eerder al Temptation Island VIPS presenteerde.
In de laatste aflevering van het eerste seizoen werd bekendgemaakt dat er een tweede seizoen komt van Temptation Island: Love or Leave. Op 23 maart 2021 werd er bekendgemaakt dat het tweede seizoen een Nederlands-Belgische samenwerking is. Hierdoor werd Kaj Gorgels vervangen door Viktor Verhulst.
Het derde seizoen van Temptation Island: Love or Leave, die startte op 28 april 2022, was weer een volledig Nederlandse productie, Kaj Gorgels keerde hierdoor terug als presentator.

### Presentatie
| Seizoen | Titel                            | Jaar | Presentatie     | Presentatie  | Zender             | Zender          | Afleveringen | Bestemming             |
| Seizoen | Titel                            | Jaar | Presentatie     | Presentatie  | Vlag van Nederland | Vlag van België | Afleveringen | Bestemming             |
| ------- | -------------------------------- | ---- | --------------- | ------------ | ------------------ | --------------- | ------------ | ---------------------- |
| 1       | Temptation Island: Love or Leave | 2020 | Kaj Gorgels     | Monica Geuze | Videoland          | -               | 14           | Italië                 |
| 2       | Temptation Island: Love or Leave | 2021 | Viktor Verhulst | Monica Geuze | Videoland          | Play5           | 14           | Spanje                 |
| 3       | Temptation Island: Love or Leave | 2022 | Kaj Gorgels     | Monica Geuze | Videoland          | -               | 12           | Dominicaanse Republiek |
| 4       | Temptation Island: Love or Leave | 2023 | Kaj Gorgels     | Monica Geuze | Videoland          | -               | 13           | Mexico                 |

### Deelnemers
| Seizoen | Jaar | Koppels            | Koppels            | Koppels            | Koppels          | Koppels         | Vrijgezellen                                                                                             | Vrijgezellen                                                                                  |
| Seizoen | Jaar | Vlag van Nederland | Vlag van Nederland | Vlag van Nederland | Vlag van België  | Vlag van België | Vrouwen                                                                                                  | Mannen                                                                                        |
| ------- | ---- | ------------------ | ------------------ | ------------------ | ---------------- | --------------- | --- | --------------------------------------------------------------------------------------------- |
| 1       | 2020 | Denise & Marco     | Gulcin & Sorelis   | Eva & Kevin        | Karina & Gregory | Jaydi & Sonny   | Anne, Carré, Celine, Daisy, Evie, Liyah, Mariëlle, Rosanne, Roxanne, Sophie, Tahira en Tyra Extra: Kayli | Angelo, Bowy, Daryl, Dennis, Lesley, Mike, Mike, Ricky, Robin, Sahr en Yanick Extra: Matthijs |
| 2       | 2021 | Deborah & Koen     | Aylin & Efrain     | Julia & Wouter     | Delphine & Bert  | Donna & Nico    | Chelsy, Jamila, Jolien, Joyce, Joyce, Kim, Laura, Laure, Michelle, Noëlle, Presley en Shallie            | Bob, Fatih, Jake, Jimi, Joop, Kevin, Maxime, Niels, Serayo, Valentino, Willem en Yannick      |
| 3       | 2022 | Linde & Jan Sietse | Cleo & Antonio     | Annebel & Rene     | Iris & Whitney   | Maris & Ivo     | Ceyenne, Esmé, Estefany, Fleur, Iris, Michelle, Nena en Veerle Extra: Maartje, Raluca, Sabine en Talisa  | Daniël, Hans, Jari, Kenzo, Milton, Orfeo, Ramon en Ray Extra: Dylan, Ralph en Sharkuni        |
| 4       | 2023 | Evie & Mike        | Melanie & Ramon    | Joel & Shanta      | Iris & Mitch     | Miriam & Lester | Gwen, Isabella, Lisa, Marisol, Melanie, Olivia, Noortje en Samirah Extra: Danique & Giulia               | Ali, Chevalier, Jan, Matty, Michael, Paul, Ray en Tony Extra: Quincy & Yesse                  |

 Koppel bleef samen aan het einde van Temptation Island: Love or Leave
 Koppel ging uit elkaar aan het einde van Temptation Island: Love or Leave
 Koppel verliet vroegtijdig Temptation Island: Love or Leave
 Koppel neemt deel aan het huidig seizoen van Temptation Island: Love or Leave waarvan de uitzendingen nog niet beëindigd zijn

## Temptation Islandin het buitenland
Naast de Temptation Island in Nederland en Vlaanderen is het programma wereldwijd voor ongeveer twintig landen geproduceerd. Sommige landen hebben de titel vertaald in hun eigen taal. Hieronder een overzicht met de verschillende landen en programmanamen.
| Land                | Lokale titel                                     | Tv kanaal                 |
| ------------------- | ------------------------------------------------ | ------------------------- |
| Argentinië          | Confianza ciega                                  | Canal 9                   |
| Australië           | Temptation Island                                | Channel 7                 |
| Brazilië            | Ilha da Sedução                                  | SBT                       |
| Bulgarije           | Ostrovat na izkushenyeto                         | Nova TV                   |
| Chili               | Amor a Prueba                                    | Mega                      |
| Duitsland           | Temptation Island                                | RTL TVnow                 |
| Filipijnen          | Love In Temptation Island                        | TV5                       |
| Finland             | Temptation Island Suomi                          | nelonen                   |
| Frankrijk           | L'Île de la tentation                            | TF1 / Virgin 17           |
| Hongarije           | A Kísértés                                       | RTL Klub                  |
| Italië              | Vero amore (2005) Temptation Island (sinds 2014) | Canale 5                  |
| Mexico              | Confianza Ciega                                  | SKY                       |
| Portugal            | Confiança Cega                                   | SIC                       |
| Portugal            | Ilha da Tentação                                 | TVI                       |
| Roemenië            | Temptation Island - Insula Iubirii               | Antena 1                  |
| Rusland             | Ostrov Iskushenij                                | REN TV                    |
| Scandinavië         | Temptation Island                                | Kanal 5 TVNorge TVDanmark |
| Spanje              | Confianza ciega                                  | Antena 3                  |
| Verenigd Koninkrijk | Temptation Island UK                             | Sky1                      |
| Verenigde Staten    | Temptation Island                                | Fox USA Network           |

## Spin-offs

### Het allerbeste van Temptation Island
Voordat het zevende seizoen van Temptation Island begon werd er door zender VT4 in Vlaanderen het programma Het allerbeste van Temptation Island uitgezonden. In het programma werd er onder leiding van presentator Hans Otten terug geblikt op de zes eerdere seizoenen die zorgde voor 25 koppels en meer dan 100 vrijgezellen. Het programma bestond uit twee afleveringen die beide 60 minuten duurden.

### Temptation Talk
Tijdens seizoen 9 van Temptation Island, in het voorjaar van 2017, kwam er een spin-off van het programma onder de naam Temptation Talk. Tijdens het eerste seizoen van uitzenden was het een onlineprogramma dat enkel via de video on demand dienst van RTL genaamd RTL XL te zien was. Het programma werd van tevoren in een studio opgenomen en duurde gemiddeld 15 minuten. Doordat het programma relatief goed werd bekeken wordt het vanaf het tweede seizoen live uitgezonden op de televisiezender RTL 5 en zijn de aflevering tevens te zien op Videoland. Vanaf dit moment is de uitzendtijd per aflevering verhoogd van 15 minuten naar 40 minuten, exclusief reclame. Het programma wordt direct uitgezonden na een aflevering van Temptation Island.
De presentatie van Temptation Talk was in handen van Rick Brandsteder, die tijdens deze periode ook Temptation Island presenteerde. Hij ontvangt in dit programma de (oud-)verleiders, familie van de koppels, oud-koppels en bekende Nederlanders om samen met hen de gebeurtenissen van de uitgezonden afleveringen van Temptation Island te bespreken. Dit doen zij aan de hand van fragmenten van de aflevering, nooit eerder uitgezonden beelden en vragen die kijkers live in kunnen sturen of vanuit het publiek komen. Daarnaast komt er regelmatig een psycholoog langs die het gedrag van de koppels en verleiders observeert en bespreekt. In de laatste aflevering van elk seizoen komen de koppels van het bewuste seizoen langs. De koppels komen pas aan het einde van het seizoen omdat zij een geheimhoudingsplicht hebben over hoe het programma gaat verlopen: de producenten zijn daarom bang dat ze in het live-programma zich tot antwoorden laten verlokken en daarmee informatie over het verloop prijs geven.
Seizoen twee ging in februari 2018 van start. Sinds dit seizoen presenteerde Michella Kox in haar eigen onderdeel de laatste roddels en geruchten over de deelnemers, ze wordt hier vaak door Brandsteder aangekondigd als 'Inspector Kox'. Aan het einde van elke aflevering in seizoen twee brengt Lange Frans een rap ten gehore die de aflevering van Temptation Island samenvat. Daarnaast werden er elke aflevering beelden getoond van verschillende groepen mensen zoals een vriendengroep en een voetbalclub die een deel van de aflevering van Temptation Island kijken en daarop hun reactie geven.
In februari 2019 keerde het programma terug voor een derde seizoen. Het programma behield zijn vaste concept en vaste gasten Michella Kox en Lange Frans. Kox haar onderdeel werd in vergelijking met het tweede seizoen uitgebreider en droeg sindsdien de naam: Mies d'r roddelpaleis. Tevens ontvangt ze nu in haar onderdeel deelnemers van Temptation Island. Daarnaast werden de volgende twee nieuwe onderdelen toegevoegd: de castingstape en de blik van Olcay. In het onderdeel de castingstape laten ze beelden zien van de aanmeldingsfilmpjes van de verleiders of koppels. In de blik van Olcay gaat Olcay Gulsen naar een deelnemer van eerdere seizoenen om te kijken hoe het met diegene gaat en kort terug te blikken, daarnaast bezoekt ze familieleden van de deelnemers om de aflevering te bekijken.
In maart 2020 keerde het programma terug voor seizoen vier; hierin bleef het concept ongewijzigd, echter werden sinds dit seizoen de onderdelen van Michella Kox en Olcay Gulsen uit het programma geschrapt. Vanwege de coronacrisis werden de uitzendingen vanaf de derde aflevering zonder publiek opgenomen en werd de presentatie overgenomen door Fatima Moreira de Melo.

### Goedele on Top
Ook Vlaanderen kwam in 2018 met een napraat-programma over Temptation Island onder de naam Goedele on Top. Het is een onlineprogramma op VIJF waarin de koppels en vrijgezellen bij Goedele Liekens na elke uitzending te biecht komen. Het was het eerste onlineprogramma voor VIJF. Na elke nieuwe Temptation Island-aflevering werd er steeds een kort fragment getoond van het online-programma. De achtste aflevering, met kandidate Daniëlle, werd wel volledig uitgezonden op televisiezender VIJF na de uitzending van Temptation Island. Het haalde 314.103 kijkers.
Vanaf 5 april 2018 werd Goedele on Top standaard opgenomen in het uitzendschema van VIJF. De nieuwste aflevering van Goedele on Top verscheen nog steeds meteen na de nieuwste aflevering van Temptation Island online. Die aflevering werd dan een week later uitgezonden op televisie voor de nieuwe uitzending van Temptation Island.
In 2019 startte het tweede seizoen van Goedele on Top over Temptation Island 2019.Toen het programma in 2020 terug keerde voor een derde seizoen werd het vanaf dat moment ook uitgezonden via Videoland.

### De beste verleiders
In het online programma De beste verleiders gaan de verleiders uit Temptation Island onder leiding van presentator Kaj Gorgels de strijd met elkaar aan. Elke aflevering zijn er vrijgezellen te zien die weinig ervaring hebben in de wereld van de liefde. De vrijgezellen worden onderworpen aan verschillende opdrachten en gaan uiteindelijk op date. De verleiders van Temptation Island helpen de vrijgezel door via een oortje tips te geven tijdens het daten.
De verleiders die de strijd met elkaar aan gaan zijn: Alex, Ken & Levi uit Temptation Island 2017 en Fabrizio, Gino, Matthew & Tireily uit Temptation Island 2018. Aan het einde van de reeks wordt duidelijk welke deelnemer zich de beste verleider mag noemen.

### I Love You Tattoo
Presentator Kaj Gorgels gaat in I Love You Tattoo op zoek naar koppels die samen een tattoo willen zetten. Fabrizio Tzinaridis, vrijgezel uit Temptation Island 2018 en Pommeline Tillière, vrijgezel uit Temptation Island 2017, ontwerpen een tattoo op basis van de relatie van dat koppel. Hierna krijgt het koppel een vragenronde over elkaar. De tattoo wordt pas gezet wanneer er minimaal drie van de vijf vragen juist beantwoord worden.

### Temptation Gossip
In het online programma Temptation Gossip ging presentatrice Olcay Gulsen in gesprek met de verschillende verleiders, verleidsters en de koppels van het huidige seizoen van Temptation Island VIPS. Ze probeert in het gesprek meer over hen en de verschillende situaties die in het programma te zien waren te weten te komen. Het programma is alleen online te zien op Videoland en duurt circa 14 minuten per aflevering. Fatima Moreira de Melo is een enkele keer als inval-presentatrice voor het programma te zien geweest.
Sinds februari 2019 keerde het online programma terug voor meerdere seizoenen. Het format bleef gelijk, echter werd in het tweede seizoen van Temptation Gossip verleiders en koppels uitgenodigd van het elfde seizoen van de reguliere versie van Temptation Island in plaats van de VIPS-variant. Sindsdien keert het programma regelmatig terug, de gasten worden aangepast op welke variant van Temptation op de televisie wordt uitgezonden.
Doordat Gulsen de overstap maakte van televisienetwerk RTL naar Talpa werd zij vanaf seizoen drie vervangen als presentator door Ferry Doedens.
In april 2020 keerde het programma terug voor een vierde seizoen ditmaal weer exclusief bij RTL Boulevard. In dit seizoen werd geen gebruik gemaakt van een presentator.

### Temptation Takeoff
Temptation Takeoff was de opwarmer voor het elfde seizoen van Temptation Island. Goedele Liekens stelde de Vlaamse deelnemende koppels voor en blikte terug met enkele van de meest besproken deelnemers uit de vorige twee seizoenen.

## Invloed
Playboy plaatste in december 2002 naar aanleiding van het eerste seizoen van Temptation Island vrijgezel Jill Landschoot op de cover. In augustus 2003 volgde vrijgezel Barbara Gandolfi uit Temptation Island II. Rowena Guldenaar, vrijgezel uit zowel Temptation Island IV en Temptation Island: De Ultieme Fantasie, stond in juli 2006 in het magazine. Nelleke Jansen, vrijgezel uit Temptation Island: Darkest Secrets poseerde in het programma zelf voor de april 2007-editie van Playboy. Rosanna Voorwald uit Temptation Island 2017 was de eerste deelneemster die als koppel deelgenomen had, die naar rechtstreekse aanleiding van het programma in het blad stond. Dit was in mei 2017. In september 2020 verscheen Megan Desaever uit Temptation Island 2018 in Playboy.
In 2003 richtten Temptation Island II-deelnemers Cindy Stoop, Katrien Schotte en Reshum van Til, de zanggroep Seduced op. De naam van de groep was een verwijzing naar het programma. Ze hadden enkele bescheiden hitjes.
De Nederlandse EDM band [In Silico] heeft een gelijknamig nummer, dat de show op de hak neemt.
De reboot van Temptation Island in 2016 werd geparodieerd in het VTM-programma Tegen de Sterren op. Het jaar erop werd een parodie-compilatie van alle seizoenen van Temptation Island gemaakt. In 2018 bracht het programma nieuwe sketches over het tiende seizoen van Temptation Island.
De Ideale Wereld, een programma van Canvas, maakte in 2018 Debation Island. In dit onderdeel werden de originele beelden van Temptation Island 2018 voorzien van nieuwe voice-overs. Wekelijks werd een nieuwe Debation Island-aflevering uitgezonden, de dag na de nieuwste aflevering van Temptation Island. In elke Debation Island-aflevering stond een actueel onderwerp uit het nieuws van de voorbije week centraal. In 2019 kwam er een tweede seizoen van Debation Island met beelden van Temptation Island 2019. Ook in 2020 werd er een nieuw seizoen gemaakt van Debation Island .
In Vlaanderen was er in maart 2018 ongerustheid over de veelvuldige plastische chirurgie en promotie hiervan door deelnemers van Temptation Island. In Vlaanderen mag geen reclame gemaakt worden voor plastische ingrepen maar in Nederland kan dit wel. Nederlandse klinieken maakten daar gebruik van. Productiehuis Warner nam stappen op vraag van VIJF.
Er worden regelmatig feesten gehouden onder de naam Temptation Weiland, die Temptation Island en het leven op de boerderij als basis gebruiken. Onder dezelfde naam maakte de radiozender Qmusic (Nederland) in april 2018 een parodie op Temptation Island, waar Rick Brandsteder een rol in speelde.
In maart 2019 werd de "Kijken kijken"-uitspraak van deelnemer Haroon uit Temptation Island 2016 gebruikt voor een verkeerscampagne in Vlaanderen.